# Józef Ścibała
Józef Ścibała (10. března 1801 Łążek – ???) byl rakouský politik polské národnosti z Haliče, během revolučního roku 1848 poslanec Říšského sněmu.

## Biografie
Žil v obci Dąbrowa. V srpnu 1842 ukončil vojenskou službu ve Lvově. Roku 1849 se uvádí jako Joseph Scibala, majitel hospodářství v obci Dąbrowa.
Během revolučního roku 1848 se zapojil do veřejného dění. Ve volbách roku 1848 byl zvolen i na ústavodárný Říšský sněm. Zastupoval volební obvod Bobowa. Tehdy se uváděl coby majitel hospodářství. Náležel ke sněmovní pravici.